# Raión de Cherkasy
Raión de Cherkasy (en ucraniano: Черкаський район) es un raión o distrito de Ucrania en el óblast de Cherkasy. La capital es la ciudad de Cherkasy.
Comprende una superficie de 6878 km².

## Demografía
Según estimación 2010 contaba con una población total de 760553 habitantes.

## Otros datos
El código KOATUU fue 7124900000. El código postal 19601 y el prefijo telefónico +380 4720.